# Bulbophyllum elegans
Bulbophyllum elegans är en orkidéart som beskrevs av George Gardner och George Henry Kendrick Thwaites. Bulbophyllum elegans ingår i släktet Bulbophyllum och familjen orkidéer. Inga underarter finns listade i Catalogue of Life.